# Ilhas de Sotavento (Antilhas)

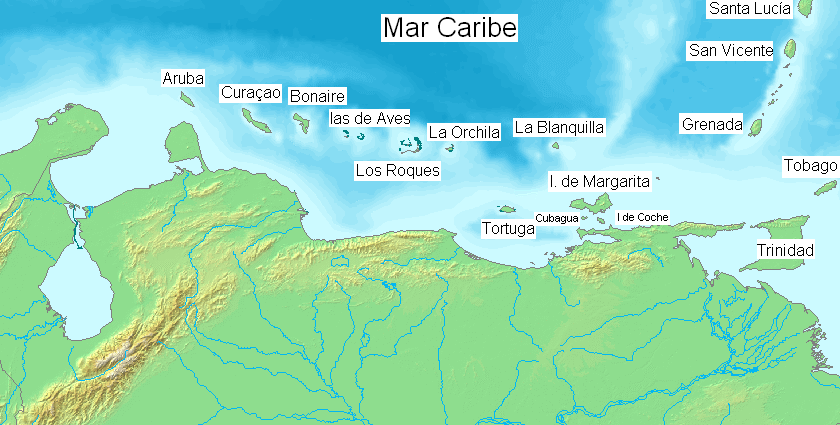
As Ilhas de Sotavento em frente às costas sul-americanas, no Mar do Caribe.

As Ilhas de Sotavento são um grupo de ilhas das Pequenas Antilhas, composto por diversas ilhas repartidas entre os Países Baixos e a Venezuela e situadas frente à costa deste último país e sobre a plataforma continental sul-americana. A classificação desta ilhas varia conforme a fonte que se consulte.

## Ilhas de Sotavento dosPaíses Baixos
- Aruba
- Curaçau
  - Pequena Curaçau
- Bonaire
  - Pequena Bonaire

## Ilhas de Sotavento daVenezuela
- A maior parte das Dependências Federais Venezuelanas
  - Arquipélago Los Monjes
  - Arquipélago Las Aves
  - Arquipélago los Testigos
  - Arquipélago Los Frailes
  - Ilha Los Hermanos
  - Ilha La Sola
  - Ilha La Tortuga
    - Cayo Herradura
    - Ilhas Los Tortuguillos

  - Ilha la Orchila
  - Ilha la Blanquilla
  - Ilha de Patos
  - Arquipélago Los Roques
    - Gran Roque
    - Cayos Francisquí
    - Cayo Lanquí
    - Cayo Nordisquí
    - Madrisquí
    - Cayo Crasquí
    - Dos Mosquises
- Estado de Nueva Esparta
  - Coche
  - Cubagua
  - Margarita

## Diferença e definição geográficas segundo o âmbito linguístico
Existe uma importante diferença na definição de que ilhas do Caribe pertencem ao Grupo Barlavento e ao Grupo Sotavento de acordo com o âmbito linguístico: de um lado a definição do inglês e de outro a utilizada no português, espanhol, francês e holandês. 
|  |

|  |